# Rhizotrogus subparallelus
Rhizotrogus subparallelus är en skalbaggsart som beskrevs av Escalera 1914. Rhizotrogus subparallelus ingår i släktet Rhizotrogus och familjen Melolonthidae. Inga underarter finns listade i Catalogue of Life.